# Thematische Liste von Spielen
Die Liste der Spiele führt Spiele (Bewegungsspiele, Brettspiele,
Gesellschaftsspiele, Kartenspiele, Kinderspiele, Kriegsspiele, Würfelspiele usw.) thematisch auf. Nicht enthalten sind Video- und Computerspiele.

## Bewegungsspiele
- Ball-über-die-Schnur, Ballspiel
- Bäumchen wechsel dich, altes Kinderspiel
- Bockspringen, Turnspiel
- Brezelstechen, Geschicklichkeitsspiel
- Erdball (Spiel), Kooperatives Spiel
- Hickelkasten, Hüpfspiel
- Kettenbrechen, Lauf- und Raufspiel
- Pinneken kloppen, Geländespiel und Straßenspiel
- Römischer Streitwagen (Spiel), Kooperationsspiel & Bewegungsspiel
- Spinnenfußball, Ballspiel
- Stöckchen setzen, Pausenspiel und Straßenspiel
- Völkerball, Ballspiel
- Wurfkreisel oder Preckel, ein Kreiselspiel
- Peitschenkreisel, ein Kreiselspiel

## Brettspiele

### Backgammon-Varianten
Varianten des Backgammon-Spiels:
- Fevga, siehe Tavli

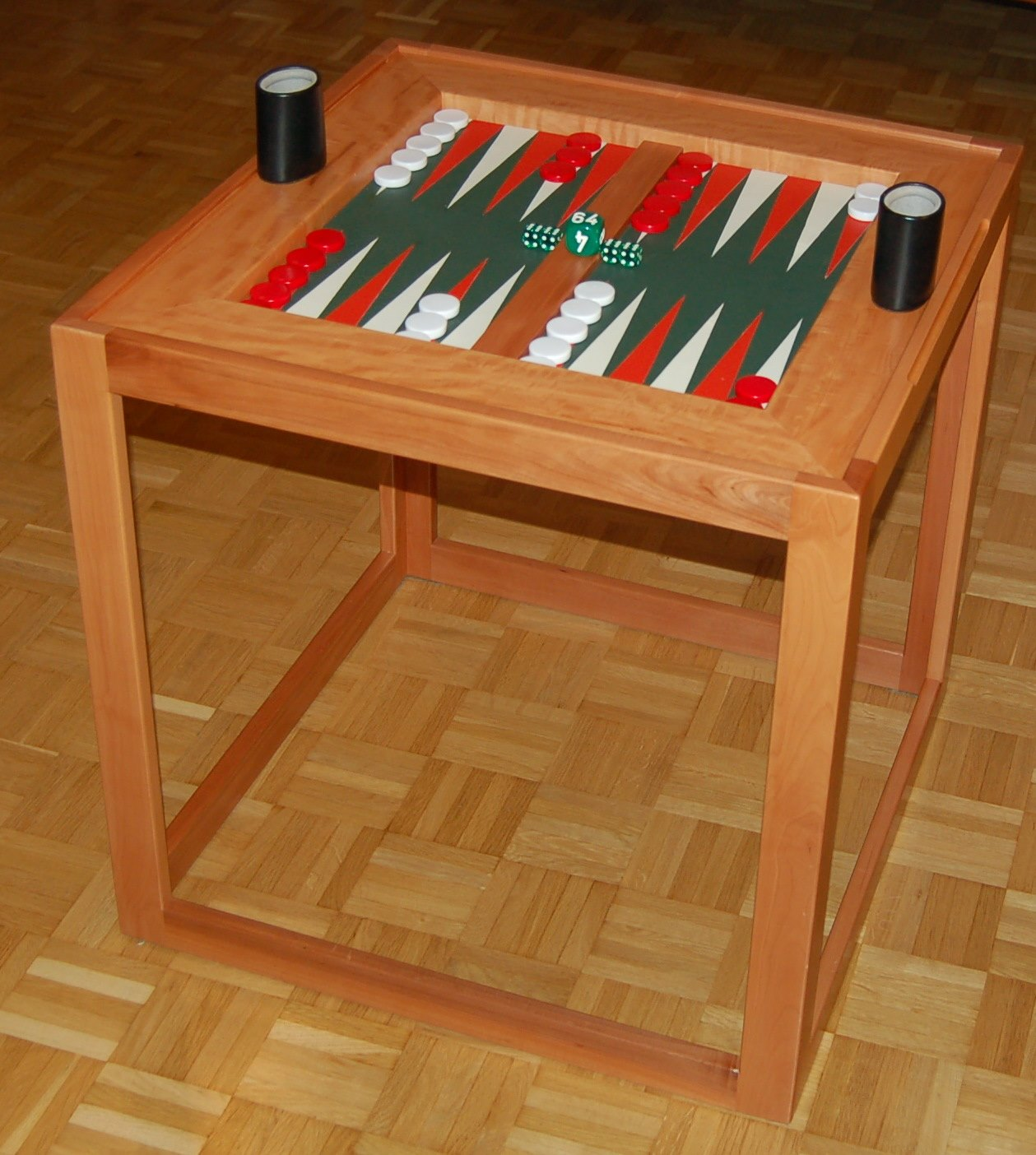
Ein Backgammontisch.

- Kotra, isländische Backgammonvariante
- Ludus Duodecim Scriptorum, römischer Vorläufer von Backgammon
- Plakoto, siehe Tavli
- Portes, siehe Tavli
- Sugoroku, alte japanische Backgammonvariante
- Tabula, römischer Vorläufer von Backgammon
- Tavli, in Griechenland populäre Variante
- Toccadille
- Tric Trac, französische Variante von Backgammon
- Wurfzabel, mittelalterliches Würfelbrettspiel

### Dame-Varianten
- Alquerque oder Quirkat, Vorläufer von Dame
- Dame, altes Zweipersonenbrettspiel
- Fanorona, aus Madagaskar
- Halma, klassisches Brettspiel
- Laska, Zweipersonenbrettspiel von Emanuel Lasker
- Salta, Zweipersonenbrettspiel von Konrad Büttgenbach
- Sternhalma (auch Trilma, Chinese Checkers), Halmavariante auf einem Sternplan

### Go-Moku-Varianten
- Bōku, auf einem hexagonalen Brett gespielt
- Connect6, moderne Variante, von Wu und Huang 2005 vorgestellt
- Fünf in eine Reihe (japanisch Go-Moku), klassisches Strategiespiel
- Gobang, Zweipersonenbrettspiel aus Japan
- Gobblet, Zweipersonenbrettspiel
- Ninuki Renju, Zweipersonenbrettspiel Katsuyiko Kubomatsu
- Pah Tum, sehr altes Spiel aus Mesopotamien
- Pentago, Zweipersonenbrettspiel von Michael Flodén
- Pentalath, abstraktes Zweipersonenbrettspiel von Cameron Browne
- Pente, siehe Gobang
- Quarto!, Zweipersonenbrettspiel
- Qubic, Vier gewinnt in 3D
- Renju, japanische Variante von Fünf in einer Reihe
- Sogo, räumliches Spiel
- Tic-Tac-Toe, einfaches altes Zweipersonenspiel
- Vier gewinnt, Zweipersonen-Strategiespiel
- Yavalath, moderne Variante von Cameron Browne

### Mancala-Varianten

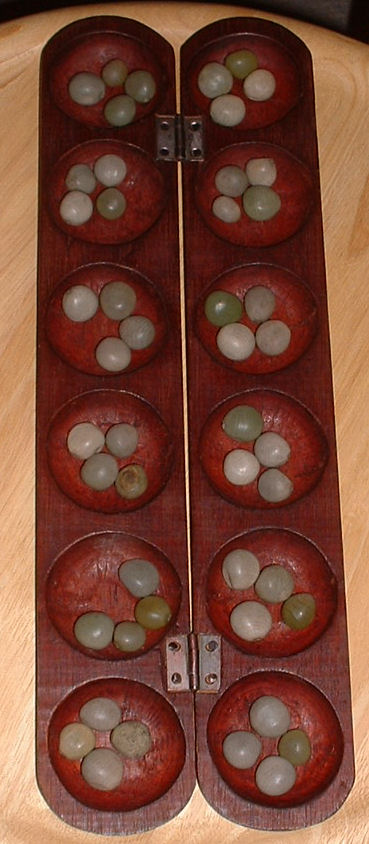
Mancala-Spiel.

Varianten des Mancala-Spiels:
- Bao oder Bawo
- Bohnenspiel
- Congkak
- Cups
- Kalaha
- Lamlameta
- Luuth
- Moruba
- Obridjie
- Oware
- Sowing
- Sungka
- Vai lung thlan
- Warra
- Wauri

### Pachisi-Varianten

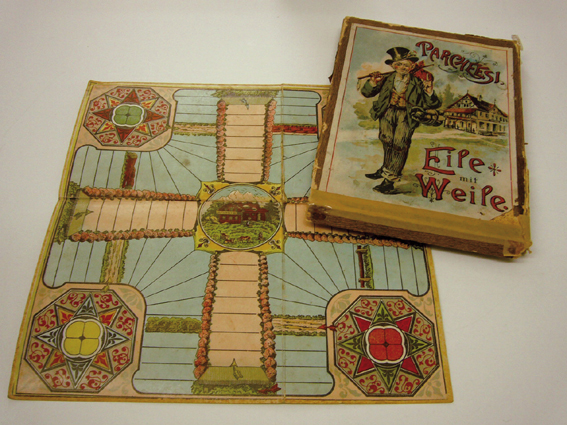
Eile mit Weile.

Variante des alten, indischen Pachisi-Spiels:
- Chaupar, indisches Brettspiel
- Chinesenspiel, Kinderspiel, Pachisi-Variante
- Eile mit Weile, deutsche und schweizerische Pachisi-Variante
- Fang den Hut, Brettspielklassiker
- Hexentanz, Pachisi-Variante
- Jeu des petits chevaux, in Frankreich populäre Variante
- Karma-Spiel, altes tibetisches Brettspiel
- Leiterspiel, Brettspiel
- Ludo, englische Pachisi-Variante
- Malefiz, Brettspiel von Werner Schöppner
- Mensch ärgere Dich nicht, klassisches Brettspiel von Josef Friedrich Schmidt
- Parcheesi, amerikanische Pachisi-Variante
- Parchís, spanische Pachisi-Variante
- Patchesi, englische Pachisi-Variante
- Patolli, aztekisches Brettspiel
- Petits chevaux, siehe Jeu des petits chevaux
- Teufelsrad, Brettspiel
- Tock oder Dog, Pachisi-Variante mit Murmeln und Karten
- Yut, traditionelles koreanisches Brettspiel

### Schach-Varianten

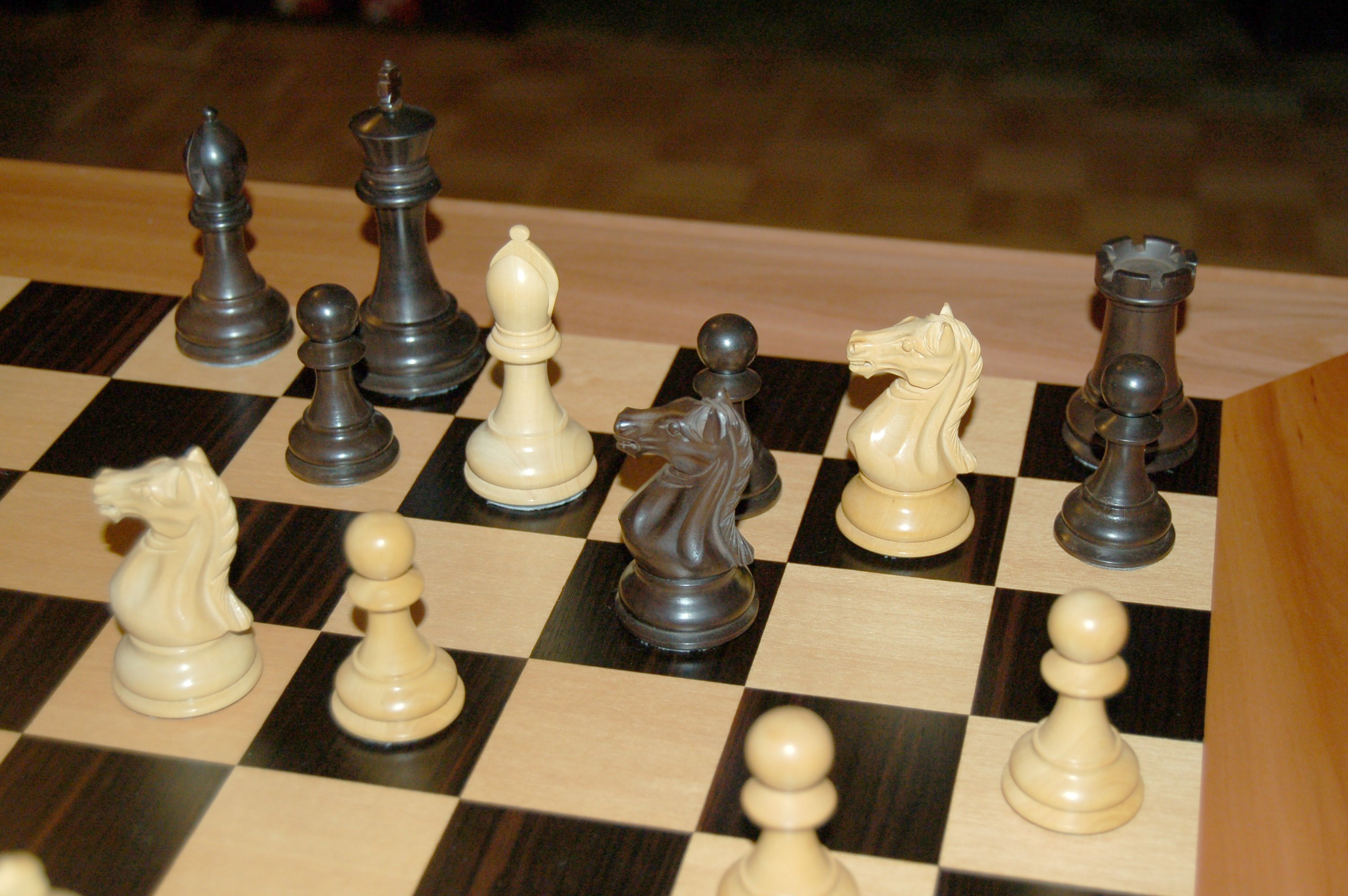
Schach: die Mattstellung der Unsterblichen Partie.

- Atomschach: Bei einem Schlag werden auch die umstehenden Figuren vernichtet
- Bauernschach: Schachvariante, bei der nur mit Bauern gespielt wird
- Chaturanga: Schachvorläufer aus Indien
- Chess960: Die Aufstellung der Figuren auf der Grundreihe wird für jede Partie neu festgelegt
- Circe, Schachvariante, bei der geschlagene Figuren in der Regel wiedergeboren werden
- Dōbutsu Shōgi, einfache Shōgi-Variante für Kinder
- Forchess, Variante für vier Spieler
- Gach: auf einem Go-Brett gespielt; die Figuren werden aus Go-Steinen immer neu zusammengesetzt
- Gothic Chess
- Grand Chess: wie Gothic Chess auf einem größeren Brett und mit zusätzlichen Figuren
- Grande Acedrex, mittelalterliche Variante auf einem Brett mit 12×12 Feldern
- Hexagonales Schach: eine Reihe von Schachvarianten, die auf einem Brett mit sechseckigen Feldern gespielt werden
- Hiashatar, mongolische Schachvariante
- Janggi, koreanisches Schach
- Janusschach, auf einem 10×8 Felder großen Brett und mit dem Janus, der wie Läufer oder Springer zieht
- Jetan, fiktives marsianisches Schach (zu dem es aber konkrete Regeln gibt)
- Khet, Schlagmechanismus mit einem Laserstrahl
- Kriegspiel: hier sieht man nur die eigenen Figuren und weiß nicht, wo die gegnerischen stehen
- Kurierspiel, historische Variante auf einem 12×8-Brett
- Makruk, thailändische Schachvariante
- Minischach, Variante für zwei Teams mit je zwei Spielern, ähnlich dem Tandemschach
- Navia Dratp, Verbindung von Schach und Fantasy-Elementen
- Ouk Chatrang, kambodschanischer Name des Makruk
- Ploy, Brettspiel von Frank Thibault
- Räuberschach: hier ist es das Ziel, alle Figuren zu verlieren
- Rautenschach wird auf einem normalen Schachbrett „über Eck“ gespielt
- Russisches Festungsschach, für zwei Teams zu je zwei Spielern
- Schach ist außerhalb Asiens die verbreitetste Schachvariante
- Schachdame: verschiedene Varianten, die Elemente von Schach und Dame kombinieren
- Schach mit verschiedenen Armeen: die Spieler bekommen unterschiedliche Figurensätze, die frei gewählt oder zugelost werden
- Schatrandsch gilt als Zwischenstufe von Chaturanga und dem modernen Schach
- Senterej ist das äthiopische Schach
- Shatar, mongolische Schachvariante
- Shōgi, das japanische Schach
- Shogun, Schachvariante mit einem Zufallselement
- Shuffle Chess: Die Aufstellung der Figuren auf der Grundreihe wird für jede Partie neu festgelegt
- Tactix wird mit Würfeln als Spielfiguren gespielt, enthält aber kein Zufallselement
- Tandemschach: für zwei Teams zu zwei Personen; man kann die vom Partner geschlagenen Figuren als eigene einsetzen
- Vierschach, Variante für vier Personen
- Wehrschach, eine im Deutschland des Zweiten Weltkrieges verbreitete Schachvariante
- Xiangqi, das chinesische Schach
- Zylinderschach: Die a- und h-Linie werden als benachbart angesehen, z. B. kann ein Bauer von a4 nach h5 schlagen

### Verbindungsspiele
Spiele, bei denen die gegenseitige Verbundenheit der Spielelemente (Steine, Brücken o. dgl.) von Bedeutung ist.
- Aqua Romana, Brettspiel von Martin Schlegel
- Blokus, strategisches Legebrettspiel von Bernard Tavitian
- Havannah, strategisches Brettspiel
- Hex, Zweipersonenbrettspiel
- Linie 1, Brettspiel von Stefan Dorra
- TwixT, Zweipersonenbrettspiel von Alex Randolph
- Metro, Brettspiel von Dirk Henn
- Pünct, Zweipersonenbrettspiel von Kris Burm
- Tanbo, Zweipersonenbrettspiel von Mark Steere
- Lines of Action, Zweipersonenbrettspiel
- Ponte del Diavolo, Strategiespiel von Martin Ebel

### Kooperative Brettspiele
- Arkham Horror, Horror-Brettspiel in der Welt von H. P. Lovecraft
- Battlestar Galactica, Strategiespiel um Ressourceneinsatz
- Betrayal at House on the Hill, Horror-Rollenspiel um einen Verräter
- Der Herr der Ringe, Brettspiel, das die Reise aus Herr der Ringe nachspielt
- Die Abenteuer des Robin Hood, Brettspiel über die Robin Hood Legende von Michael Menzel
- Die Legenden von Andor, Fantasy-Brettspiel mit Rollenspielelementen von Michael Menzel
- Magic Maze, humoristisches Echtzeit-Brettspiel, in der die Spieler ein Kaufhaus erkunden und Gegenstände stehlen müssen
- Maus und Mystik, Familienspiel als Dungeon Crawler von Jerry Hawthorne mit anthropomorphen Mäusen.
- Ökolopoly, Brettspiel, das spielerisch die Zusammenhänge zwischen Gesellschaft, Wirtschaft und Umwelt simuliert
- Pandemie, Brettspiel mit Rollenspielelementen, bei dem die Spieler eine Pandemie eindämmen müssen
- Schatten über Camelot, Brettspiel mit Rollenspielelementen von Serge Laget und Bruno Cathala
- Space Alert, Echtzeit-Brettspiel, in der die Spieler eine Raumschiffbesatzung verkörpern
- Die verbotene Insel, Brettspiel um eine Schatzsuche
- Zombicide, Brettspiel um Überlebende nach einer Zombikalypse
- Mysterium, kooperatives Deduktionsspiel

### Sonstige Brettspiele
- 18XX, Gruppe von Eisenbahnbrettspielen
- 1830: Railroads & Robber Barons, Eisenbahnbrettspiel
- Abalone, Zweipersonenbrettspiel von Michel Lalet und Laurent Lévi
- Acquire, Brettspiel von Sid Sackson
- Activity, Brettspiel von Paul Catty, Ulrike Catty, Maria und Hans Führer
- Adel verpflichtet, Brettspiel von Klaus Teuber
- Agricola, Brettspiel von Uwe Rosenberg
- Alaska, Brettspiel von Eric Solomon
- Amazonen, Zweipersonenbrettspiel von Walter Zamkauskas
- Amun-Re, Brettspiel von Reiner Knizia
- Anno 1503, Brettspiel von Klaus Teuber
- Anti-Monopoly, Brettspiel von Ralph Anspach
- Arimaa, Zweipersonenbrettspiel von Omar Syed
- Atlantis, Brettspiel von Julian Courtland-Smith
- Ataxx, abstraktes Spiel, bei dem gegnerische Steine assimiliert werden
- Auf Achse, Brettspiel von Wolfgang Kramer
- Babel, Brettspiel von Uwe Rosenberg
- Bagh Chal, ähnlich Fuchs und Gänse
- Big Boss, Brettspiel von Wolfgang Kramer
- Bigboss, Brettspiel von Harald Riehle
- Billabong, Brettspiel von Eric Solomon
- Brass, strategisches Brettspiel von Martin Wallace
- Breakthrough, strategisches Brettspiel von Dan Troyka
- Britannia, Brettspiel von Lewis E. Pulsipher
- Café International, Brettspiel von Rudi Hoffmann
- Candamir, Brettspiel von Klaus Teuber
- Cartagena, Brettspiel von Leo Colovini
- Cartino, Brettspiel von Alex Randolph
- Caylus, Brettspiel von William Attia
- Clans, Brettspiel von Leo Colovini
- Claymore Saga, Fantasy-Brettspiel
- Cluedo, Detektiv-Brettspiel
- Cosmic Encounter, Brettspiel von Bill Eberle und Peter Olotka
- Dampfross, Eisenbahnbrettspiel von David Watts
- Der Dieb von Bagdad, Brettspiel von Thorsten Gimmler
- Dots, in Osteuropa populäres Gebietsspiel
- Drachenhort, Fantasy-Brettspiel
- Drunter & Drüber, Brettspiel von Klaus Teuber
- Dune, Strategiespiel von Bill Eberle, Jack Kittredge und Peter Olotka
- Durch die Wüste, Brettspiel von Reiner Knizia
- Dvonn, Zweipersonenbrettspiel von Kris Burm
- Einfach Genial, Legespiel von Reiner Knizia
- EinStein würfelt nicht, Zweipersonenspiel von Ingo Althöfer
- Der Eiserne Thron, Fantasy-Brettspiel
- El Grande, Brettspiel von Wolfgang Kramer und Richard Ulrich
- Elasund, Brettspiel vom Klaus Teuber
- Elfenland, Brettspiel von Alan Moon
- Empire von Gary Dicken und Steve Kendall
- Epaminondas, modernes abstraktes Spiel von Robert Abbott
- Euphrat & Tigris, Brettspiel von Reiner Knizia
- Fidchell (Brandubh, Schwarzer Rabe), altirisches Brettspiel
- Finstere Flure, Brettspiel von Friedemann Friese
- Focus, abstraktes Strategiespiel von Sid Sackson
- Formula Dé, Brettspiel
- Friedrich, Brettspiel von Richard Sivél
- Fuchs und Gänse, mittelalterliches Strategiespiel
- Funkenschlag, Brettspiel von Friedemann Friese
- Die Fürsten von Florenz von Wolfgang Kramer und Richard Ulrich
- Gipf, Zweipersonenspiel von Kris Burm
- Go, altes Zweipersonenbrettspiel aus China
- Goa, Brettspiel
- Hase und Igel, Brettspiel von David Parlett
- Heimlich & Co., Brettspiel von Wolfgang Kramer
- HeroQuest, Fantasy-Brettspiel
- Himalaya, Brettspiel von Régis Bonnessée
- Hnefatafl, altes Zweipersonenbrettspiel aus Skandinavien
- Hotel, Brettspiel von Denys Fisher
- Hotel-Haie, Brettspiel von Sid Sackson
- Ido, Brettspiel von Bernhard Weber
- Imperial, Brettspiel von Walther „Mac“ Gerdts
- Inkognito, Brettspiel von Alex Randolph und Leo Colovini
- Jenseits von Theben, Brettspiel von Peter Prinz
- Junta, satirisches Brettspiel
- Kardinal & König, ein Brettspiel von Michael Schacht
- Das kleine Gespenst für Kinder, von Kai Haferkamp
- Königszabel, altes Zweipersonenspiel aus Skandinavien
- Kreml, satirisches Brettspiel von Urs Hostettler
- L-Spiel, Zweipersonenspiel von Edward de Bono
- Laskersche Mühle, Mühle-Variante
- Latrunculi, historisches römisches Brettspiel
- Louis XIV, Brettspiel von Rüdiger Dorn
- Löwenherz, Brettspiel von Klaus Teuber
- MAD-Spiel, skurriles Brettspiel
- Manhattan, Brettspiel von Andreas Seyfarth
- Mauerbauer, Brettspiel von Leo Colovini
- Metropolis von Sid Sackson
- Mississippi Queen, Brettspiel von Werner Hodel
- Mitternachtsparty, Brettspiel von Wolfgang Kramer
- Moeraki Kemu, Brettspiel von Stefan Kiehl
- Monopoly, ein Wirtschafts-Spiel
- Mühle, altes Zweipersonenbrettspiel
- Müller & Sohn, Brettspiel von Reinhold Wittig
- Nacht der Magier, Brettspiel von Kirsten Becker und Jens-Peter Schliemann
- Neunermühle, Variante von Mühle
- Die neuen Entdecker, Brettspiel von Klaus Teuber
- Niagara, Brettspiel von Thomas Liesching
- Othello, Reversi-Variante
- Packeis am Pol, Brettspiel von Alvydas Jakeliunas und Günter Cornett
- Der Palast von Alhambra, Brettspiel von Dirk Henn
- Phutball oder Philosopher’s Football
- Pingvinas, siehe Packeis am Pol
- Puerto Rico, Brettspiel von Andreas Seyfarth
- Quoridor, Brettspiel
- Rasende Roboter, Brettspiel von Alex Randolph
- Rette sich wer kann, siehe Seenot im Rettungsboot
- Reversi, Zweipersonenbrettspiel
- Risiko, Brettspiel von Albert Lamorisse
- Robo Rally, Brettspiel von Richard Garfield
- Die Säulen der Erde, Brettspiel von Michael Rieneck und Stefan Stadler
- Sagaland, Brettspiel von Michel Matschoss und Alex Randolph
- Salamanca, Brettspiel von Stefan Dorra
- Der schwarze Pirat, Brettspiel von Guido Hoffmann
- Schulwegspiel, Brettspiel zur Verkehrserziehung von Siegbert A. Warwitz
- Scotland Yard, Brettspiel von Werner Schlegel und anderen
- Seenot im Rettungsboot, Brettspiel von Ronald Wettering
- Sherlock Holmes Criminal-Cabinet, Detektiv-Brettspiel von Anthony Uruburu
- Shogun, Brettspiel von Dirk Henn
- Die Siedler von Catan, Brettspiel von Klaus Teuber
- Small World, Brettspiel von Philippe Keyaerts
- Space Hulk, Science-Fiction-Brettspiel
- Spiel des Lebens, Brettspiel
- Spion & Spion, Brettspiel von Alexander Randolph
- StarQuest, Science-Fiction-Brettspiel
- Die Sternenfahrer von Catan, Brettspiel von Klaus Teuber
- Stratego, Zweipersonenbrettspiel
- Tablut, altes Zweipersonenbrettspiel aus Skandinavien
- Take it easy, strategisches Brettspiel
- Talisman, Fantasy-Brettspiel von Bob Harris
- Tamsk, Zweipersonenbrettspiel von Kris Burm
- Tapaono, Zweipersonenbrettspiel von Henning Kohler
- Tempo, kleine Schnecke, Brettspiel von Alex Randolph
- Thurn und Taxis, Brettspiel von Karen und Andreas Seyfarth
- Tiger und Ziegen, siehe Bagh Chal
- Tikal, Brettspiel von Wolfgang Kramer und Michael Kiesling
- Titan, Fantasy-Brettspiel
- Torres, Brettspiel von Wolfgang Kramer und Michael Kiesling
- Trans America, Brettspiel von Franz-Benno Delonge
- Triolet, Brettspiel
- Trivial Pursuit, Quiz-Brettspiel
- Tyros, Brettspiel von Martin Wallace
- Ubongo, Brettspiel von Grzegorz Rejchtman
- Um Reifenbreite, Brettspiel für 2–4 Personen
- Umul gonu, koreanisches Zweipersonenbrettspiel
- Ursuppe, Brettspiel von Doris Matthäus und Frank Nestel
- Verflixxt!, Brettspiel von Wolfgang Kramer und Michael Kiesling
- Vinci, Brettspiel von Philippe Keyaerts
- Waldschattenspiel, Brettspiel von Walter Kraul
- Wolf und Schafe, traditionelles Brettspiel
- Yinsh, Zweipersonenbrettspiel von Kris Burm
- Zertz, Zweipersonenbrettspiel von Kris Burm
- Das Zepter von Zavandor, Brettspiel von Jens Drögemüller
- Zicke Zacke Hühnerkacke, Brettspiel für Kinder von Klaus Zoch
- Zooloretto, Brettspiel von Michael Schacht
- Zug um Zug, Brettspiel von Alan R. Moon

## Friedensspiele
- Erdball, Kooperationsspiel
- Gordischer Knoten (Spiel), Kooperationsspiel

## Geländespiele
- Klotstockspringen, Geländespiel
- Pinneken kloppen, Geländespiel

## Geschicklichkeitsspiele
- Abhebespiel, Spiel mit geschlossenem Faden, siehe Fadenspiel
- Abklatschen, Geländespiel, siehe Fangen
- Abnehmen, Spiel mit geschlossenem Faden, siehe Fadenspiel
- Abschlagen, Geländespiel, siehe Fangen
- Air-Hockey auf einem Luftkissen-Tisch
- Angelspiel, Spiel für Kinder
- Anmäuerln, Spiel mit Münzen, siehe Fuchsen
- Bamboleo von Jacques Zeimet
- Bausack, Spiel von Klaus Zoch
- Billard, Spiel mit Kugeln, die mit einem Queue gestoßen werden
- Boccia, Zielwerfen mit Kugeln
- Boule, Geschicklichkeitsspiel mit Kugeln
- Bowls, englisches Kugelspiel
- Brezelstechen, Bewegungsspiel
- Bügelspiel, Geschicklichkeitsspiel mit Kegeln
- Crocket, siehe Croquet
- Croquet, mit Kugeln und Toren gespielt
- Darts, Geschicklichkeitsspiel mit Pfeilen
- Ditschen, Geschicklichkeitsspiel mit Münzen, siehe Fuchsen
- Dosenwerfen
- Drop it
- Englisch Fußball
- Fadenspiel, Geschicklichkeitsspiel mit geschlossenem Faden
- Fangen, Geländespiel
- Flipper, Geschicklichkeitsspiel (Unterhaltungsgerät)
- Flohhüpfen, Geschicklichkeitsspiel mit Knöpfen
- Fuchsen, Geschicklichkeitsspiel mit Münzen
- Groschenklick, Geschicklichkeitsspiel mit Münzen, siehe Fuchsen
- Gordischer Knoten, Geschicklichkeitsspiel
- Gummitwist, Kinderspiel mit Gummiband
- Hägars Wikingerschach, skandinavisches Wurfspiel, siehe Kubb
- Hexenspiel, mit geschlossenem Faden, siehe Fadenspiel
- Hickelkasten, Kinderspiel
- Himmel und Hölle, Kinderspiel, siehe Hickelkasten
- Hopse, Kinderspiel, siehe Hickelkasten
- Hufeisenspiel
- Hüpfspiel, Kinderspiel, siehe Hickelkasten
- Jakkolo, Spiel mit Holzscheiben
- Jenga, Spiel mit Holzklötzchen von Leslie Scott
- Jeu de palets, altes Geschicklichkeitsspiel aus Frankreich mit Scheiben
- Jeu Provençal, Kugelspiel aus Frankreich
- Kibbel-Kabbel
- Kicker, siehe Tischfußball
- Knochenspiel
- Knopfknipsen, Geschicklichkeitsspiel mit Knöpfen
- Knopfmühle, Geschicklichkeitsspiel
- Kriegen, Geländespiel, siehe Fangen
- Krocket, gespielt mit Kugeln und Toren, siehe Croquet
- Kubb, skandinavisches Wurfspiel
- Land abnehmen, altes Wurfspiel mit dem Messer zum Landgewinn
- Menschenkicker, Fußballspiel ähnlich wie Tischkicker
- Mikado, altes Spiel mit Holzstäbchen
- Mölkky, aus Finnland
- Murmelspiel, Kinderspiel
- Myachi, Wurfspiel
- Novuss, Lettland
- Paille-Maille (auch Pall Mall), Ballspiel
- Paradiesspiel, Kinderspiel, siehe Hickelkasten
- Pétanque, Boule-Variante
- Pfitschigogerl, Tischfußballspiel mit Münzen
- Picken, Wurfspiel
- Pimpern, siehe Fuchsen
- Pinball, Unterhaltungsgerät, siehe Flipperautomat
- Pingeln, siehe Fuchsen
- Pinschern, siehe Fuchsen
- Pinneken kloppen, ein Straßenspiel aus Naturmaterialien
- Piratenspiel, Fangspiel
- Poi, Jongliergerät / -Spiel
- Push
- Pushpin, englisches Kinderspiel zwischen 16. und 18. Jahrhundert
- Reise nach Jerusalem, Gesellschaftsspiel
- Schangeln, siehe Fuchsen
- Schebbeln, siehe Fuchsen
- Stuhltanz, siehe Reise nach Jerusalem
- Tempelhüpfen, Kinderspiel, siehe Hickelkasten
- Tipp-Kick, eine Art Tischfußball
- Tischkegelspiel
- Tischfußball oder Tischkicker
- Shuffleboard
- Sjoelen, Geschicklichkeitsspiel mit Holzscheiben aus den Niederlanden, siehe Jakkolo
- Snooker, Billard-variante
- Sport Stacking
- Steinehüpfen, Steine auf Wasser springen lassen
- Subbuteo, Tisch-Fußballspiel
- Ticken, Geländespiel, siehe Fangen
- Twister
- Villa Paletti, Bau- und Geschicklichkeitsspiel von Bill Payne
- Wikingerschach, skandinavisches Wurfspiel, siehe Kubb

## Glücksspiele
- American Roulette
- Belle
- Bingo, Lotteriespiel
- Biribi, historisches Glücksspiel
- Boule, Roulette-ähnliches Glücksspiel
- Cavagnole, siehe Biribi
- Glücksrad
- Kakelorum, österreichisches Glücksspiel
- Lotto
- Morra, alte Variante von Schere, Stein, Papier
- Multicolore, französisches, Roulette-ähnliches Glücksspiel
- Petits chevaux, mechanisches Pferderennspiel, Vorläufer des Boule
- Neues Briefmarken-Spiel, ein Bingo-ähnliches Lotteriespiel
- Roulette
- Schere, Stein, Papier, weltweit verbreitetes Glücksspiel
- Two-up, australisches Glücksspiel, bei dem Münzen geworfen werden

## Hämespiele
- Die fliehende Geldbörse, altes Straßenspiel
- Faules Ei, altes Kinderspiel
- Finderlohn, altes Straßenspiel
- Gänsedieb, altes Kinderspiel
- Plumpsack, altes Lauf- und Fangspiel
- Schwarzer Peter, altes Kartenspiel

## Kartenspiele

### Bézique-Varianten
Varianten des Bézique-Spiels:
- 66 oder Schnapsen, Kartenspiel
- Bauernschnapsen, Kartenspiel
- Binokel, Kartenspiel
- Bullshit (Kartenspiel)
- Cosmic Eidex, Jass-Variante

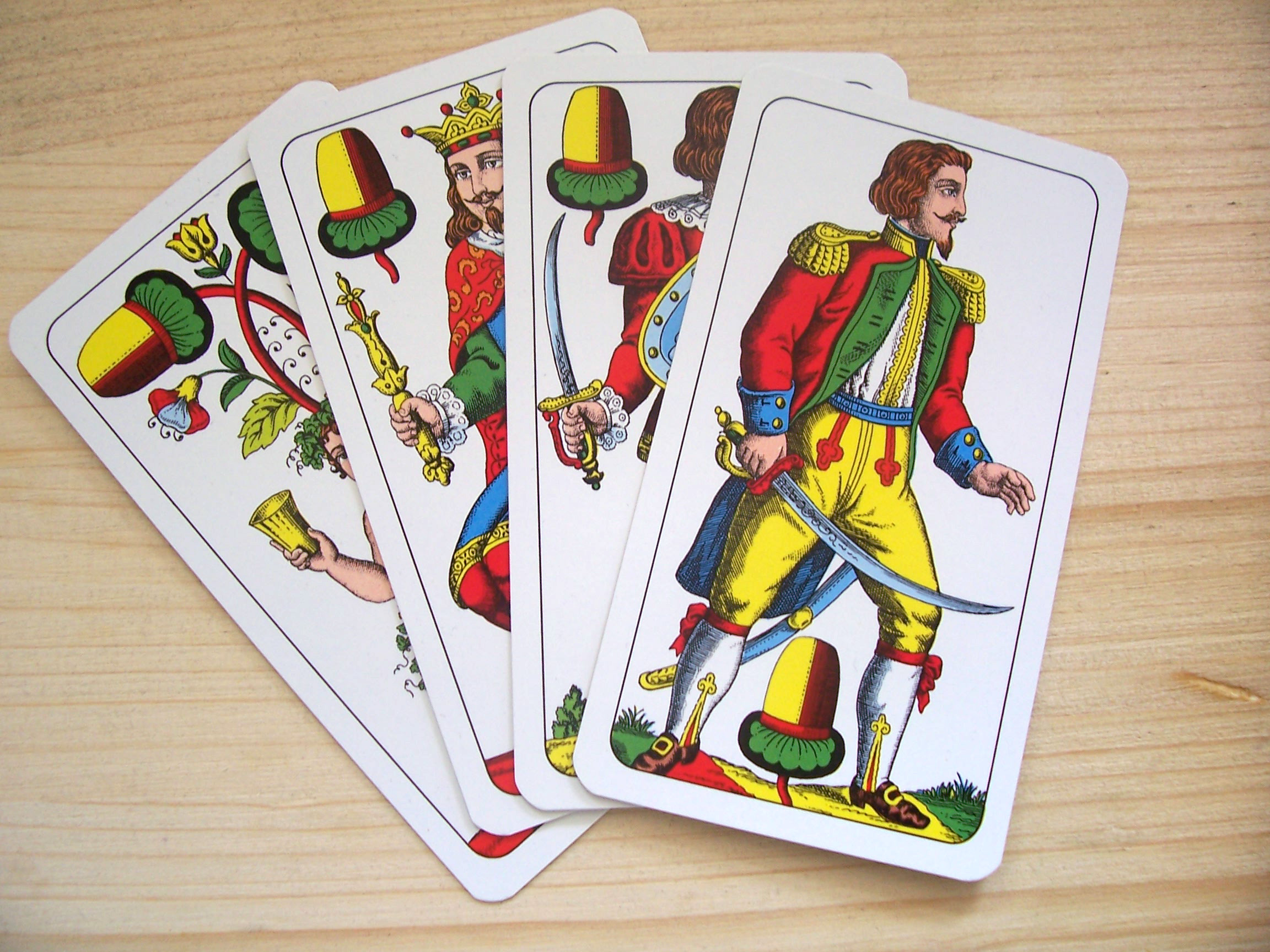
Deutsche Jass-Karten.

- Deutscher Schafkopf, historisches deutsches Kartenspiel
- Grasobern, Schafkopf-ähnliches Kartenspiel
- Jass, Kartenspiel
- Klammern, Kartenspiel, Variante von Jass
- Russisches Schnapsen, Kartenspiel, Variante von 66
- Schafkopf, altes Kartenspiel
- Sheepshead, Kartenspiel, amerikanische Variante von Schafkopf
- Turnierschafkopf, Kartenspiel, Schafkopf-Variante
- Wendischer Schafkopf, Kartenspiel, Schafkopf-Variante

### Bridge-Varianten
Varianten des Bridge-Spiels:
- Boston, vereint Elemente von Whist (Bridge-Vorläufer) und Quadrille
- Kontrakt-Bridge, Kartenspiel, Hauptvariante
- Rubberbridge, Bridge-Variante
- Solo Whist, Kartenspiel
- Whist, Kartenspiel, Vorläufer von Bridge

### Mau-Mau-Varianten
Varianten des Mau-Mau-Spiels:
- MAD-Kartenspiel, Kartenspiel
- Solo, Kartenspiel
- Uno, Mau-Mau-Variante von Merle Robbins

### Patience-Varianten
Varianten des Patience-Spiels:
- Crapette, Kartenspiel
- Russische Bank, Kartenspiel
- Spider
- Zank-Patience, Patience-Kartenspiel für zwei Personen

### Poker-Varianten
Varianten des Poker-Spiels:

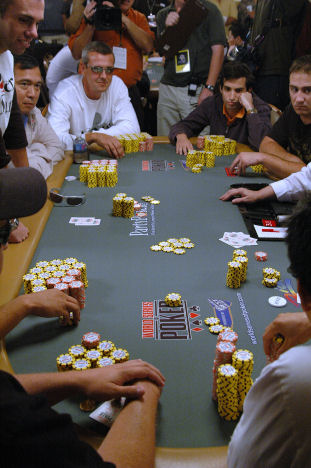
Poker

- 41, Poker-ähnliches Kartenspiel aus der Steiermark
- Badugi
- Bouillotte, Glücksspiel, Vorläufer des Poker
- Brag, Glücksspiel, Vorläufer des Poker
- Brelan, Glücksspiel, Vorläufer des Poker
- Caribbean Stud, Kartenglücksspiel
- Chinese Poker
- Draw Poker, Kartenspiel, eine Poker-Variante
- Easy Poker, Kartenglücksspiel
- Escalero, Würfelspiel
- Five Card Draw
- Five Card Stud, Kartenspiel, eine Poker-Variante
- H.O.R.S.E.
- H.O.S.E.
- Kuhnpoker
- Let It Ride, Kartenglücksspiel
- Liar Dice, Würfelspiel
- Oasis Stud, Kartenglücksspiel
- Omaha Hold’em, Kartenspiel, Poker-Variante
- Razz
- Royal Hold’em
- Poker Dice, Würfelspiel
- Seven Card Stud, Kartenspiel, eine Poker-Variante
- Speedpoker
- Texas Hold’em, Kartenspiel
- Triple Draw
- Tropical Stud, Kartenglücksspiel
- Videopoker
- Würfelpoker, Würfelspiel
- Yukon Hold’em

### Rommé-Varianten
Varianten des Rommé- bzw. Rummy-Spiels:
- Conquian, Kartenspiel, Vorläufer von Rommé
- Gin Rummy, Kartenspiel, eine Rommé-Variante für zwei Personen
- Rummikub, Rommé mit Zahlenplättchen
- Treppenrommé, Kartenspiel, eine Rommé-Variante für zwei bis vier Personen
- Yaniv, traditionelle Variante aus Israel

### Skat-Varianten
Varianten des Skat-Spiels:
- Altenburger Farbenreizen, ursprüngliche Spielweise
- Bauernskat, Zweipersonenkartenspiel
- Bierlachs, Skatvariante
- Grand (Skat), Solovariante
- Kameruner Skat, Kartenglücksspiel
- Kutscherskat, Zweipersonenkartenspiel
- Offiziersskat, Zweipersonenkartenspiel
- Oma-Skat, Kartenspiel
- Preisskat
- Ramsch Kartenspiel, Skatvariante
- Räuberskat, Zweipersonenkartenspiel
- Schieberamsch, Kartenspiel, Skatvariante
- XSkat, freie Software-Implementierung

### Tarock-Varianten

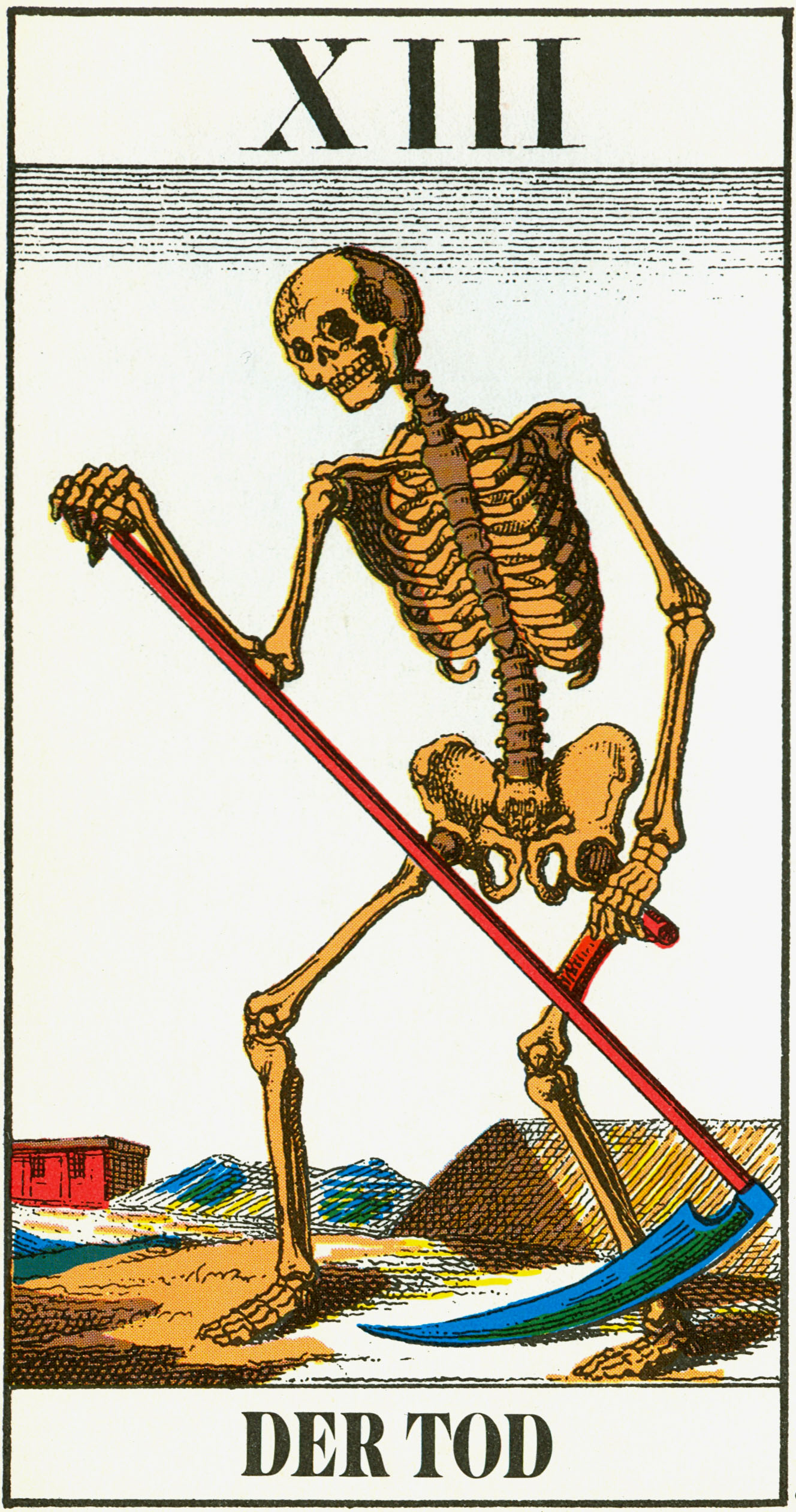
Troccas-Karte »der Tod«

Varianten des Kartenspiels Tarock (allesamt selbst Kartenspiele):
- Cego
- Französisches Tarock
- Königrufen
- Minchiate
- Neunzehnerrufen
- Royal-Tarock
- Tapp-Tarock
- Tarocchi
- Troccas
- Troggu
- Zwanzigerrufen

### Kartenglücksspiele
- 17 und 4 oder 21, ursprünglich aus Frankreich
- Baccara, klassisches Kartenglücksspiel
- Banker and Broker, siehe Häufeln
- Bassette, ein Vorläufer von Pharo
- Bataille royale, Kartenglücksspiel
- Black Jack, Kartenglücksspiel
- Blind Hookey, siehe Häufeln
- Bullermännchen, siehe Schlesische Lotterie
- Casino War, siehe Bataille royale
- Chemin de fer, Baccara-Variante
- Dreiblatt, Kartenglücksspiel siehe Tippen
- Faro, siehe auch Pharo
- Gotori, koreanisches Kartenglücksspiel
- Häufeln, Kartenglücksspiel
- Hoggenheimer, Kartenglücksspiel
- Holländische Bank, siehe Häufeln
- Kartenlotterie, siehe Schlesische Lotterie
- Kartentombola, siehe Schlesische Lotterie
- Landsknecht, historisches Kartenglücksspiel
- Lansquenet, Kartenglücksspiel
- Leben und Tod, Kinderkartenspiel, siehe Bataille royale
- Macao, Kartenglücksspiel
- Mauscheln, Kartenglücksspiel
- Meine Tante, deine Tante, Kartenglücksspiel, siehe Stoß
- Monte Bank, Kartenglücksspiel
- Naschi Waschi, Kartenglücksspiel, siehe Stoß
- Pachuk, Kartenglücksspiel siehe Polnische Bank
- Päckchen wenden, Kartenglücksspiel siehe Häufeln
- Panczok, Kartenglücksspiel siehe Mauscheln
- Pharo, historisches Kartenglücksspiel, vielfach literarisch erwähnt
- Planetenspiel, historisches Kartenglücksspiel
- Polnische Bank, Kartenglücksspiel
- Pontoon, Kartenglücksspiel, siehe Siebzehn und Vier
- Punto Banco, Kartenglücksspiel, eine Variante des Baccara
- Red Dog, Kartenglücksspiel
- Rouge et noir, Kartenglücksspiel
- Schlesische Lotterie, Kartenglücksspiel
- Siebzehn und Vier, Kartenglücksspiel
- Spitz, Kartenspiel
- Stitch, Kartenglücksspiel
- Stoß, Kartenglücksspiel
- Tempeln, Kartenglücksspiel
- Tippen, Kartenglücksspiel
- Tontine, Kartenglücksspiel
- Trente et quarante, Kartenglücksspiel
- Vierblatt, Kartenglücksspiel
- Zwei auf – zwei zu, Kartenglücksspiel
- Zwicken, Kartenglücksspiel

### Sammelkartenspiele

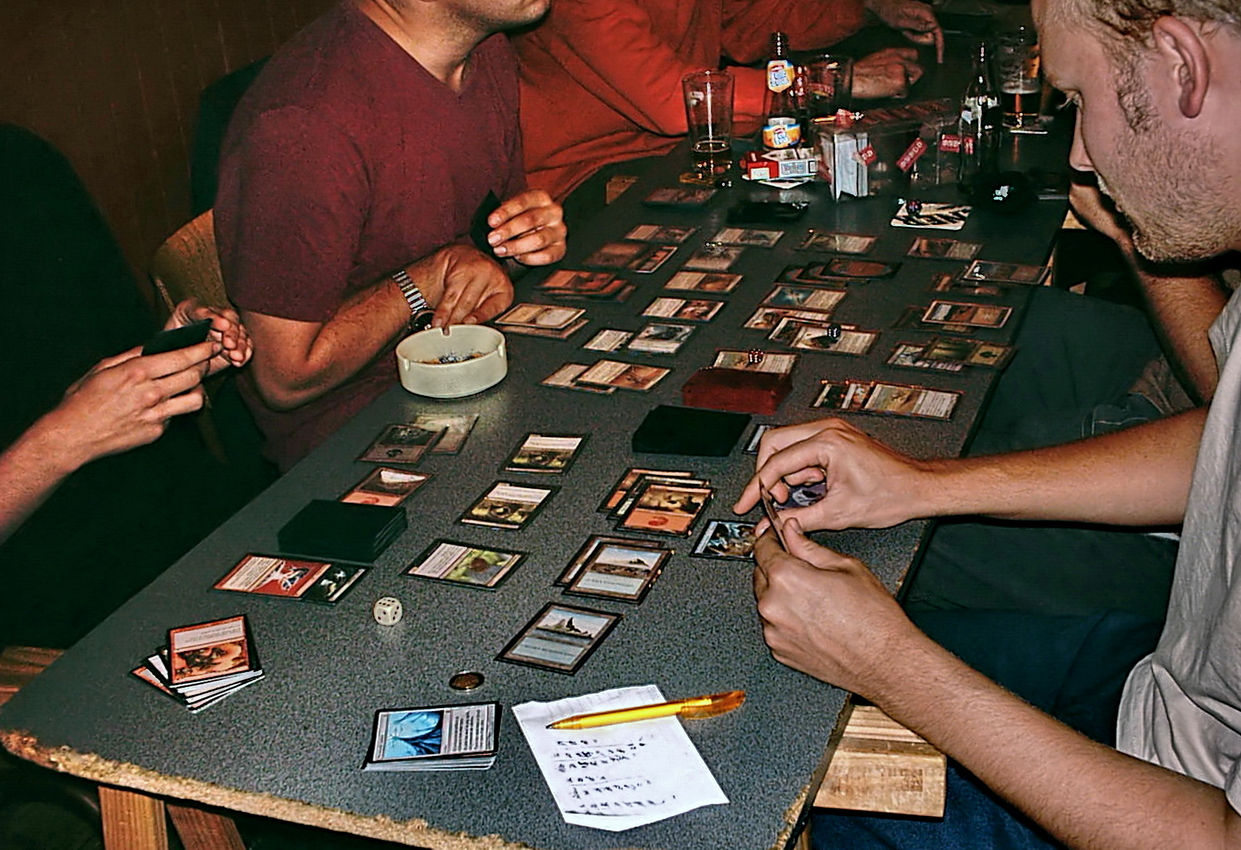
Magic-Spieler

- 1000 blank white cards, Sammelkartenspiel von Nathan McQuillan
- Behind, Sammelkartenspiel von Michael Palm und Sebastian Jakob
- Duel Masters, Sammelkartenspiel
- Hecatomb, Sammelkartenspiel
- Magic: The Gathering, Sammelkartenspiel von Richard Garfield
- Middle-earth Collectible Card Game, Sammelkartenspiel zur Fantasywelt von  J. R. R. Tolkien
- Pirates of the Spanish Main, Sammelkartenspiel
- Pokémon, Sammelkartenspiel
- Spellfire, Sammelkartenspiel
- WarCry, Sammelkartenspiel
- Yu-Gi-Oh!, Sammelkartenspiel

### Sonstige Kartenspiele
- 6 nimmt!, Kartenspiel von Wolfgang Kramer
- 31, Name zweier Kartenspiele
- 51, ein Kartenspiel für Kinder
- 1001, Kartenspiel
- Anno Domini, Kartenspiel von Urs Hostettler
- Arschloch, Kartenspiel
- Bela, Kartenspiel aus Italien
- Belote, französisches Kartenspiel
- Black Lady Hearts, Kartenspiel siehe Schwarze Katze
- Blattla, Kartenspiel, Schafskopfvariante
- Blue Moon, Zweipersonenkartenspiel von Reiner Knizia
- Blue Moon City, Brett- und Kartenspiel von Reiner Knizia
- Bohnanza, Kartenspiel von Uwe Rosenberg
- Brus, Kartenspiel
- Bulka, historisches Kartenspiel, siehe Trappola
- Buraco, Kartenspiel aus Venezuela
- Canasta, südamerikanisches Kartenspiel
- Casino, Kartenspiel
- Chratze, Schweizer Stichkartenspiel
- Circle of Death, Karten-Trinkspiel
- Coloretto, Kartenspiel von Michael Schacht
- Coon Can, Kartenspiel, auch Conquian
- Coon King, Kartenspiel, auch Conquian
- Cribbage, Kartenspiel
- Dark Force, Sammelkartenspiel
- Derdeln, historisches Zweipersonenkartenspiel, siehe Tatteln
- Deutsches Solo, historisches deutsches Kartenspiel
- Digit, Karten- und Legespiel von Gerhard Kodys
- Dominion, Kartenspiel von Donald X. Vaccarino
- Doppelkopf, Kartenspiel
- Durak, traditionelles russisches Kartenspiel
- Dvorak, Kartenspiel mit selbsterstellten Decks
- Écarté, historisches Kartenspiel
- Ein solches Ding, Kartenspiel
- Elfer raus!, Kartenspiel
- Färbeln, Kartenspiel, siehe Einundvierzig
- Fluxx, Kartenspiel bei dem sich die Regeln ändern
- Gaigel, Kartenspiel aus dem württembergischen Raum
- Gemsch
- Grass, Kartenspiel von Jeff London
- Der Große Dalmuti, Kartenspiel
- Guillotine, Kartenspiel
- Halli Galli, Kartenspiel von Haim Shafir
- Hanafuda, japanisches Kartenspiel
- Hau Ruck, Kartenspiel, bei dem es auf rasche Reaktion ankommt
- Hearts, US-amerikanisches Kartenspiel
- Herzeln, Kartenspiel
- Hol’s der Geier, taktisches Kartenspiel von Alex Randolph
- Hornochsen!, Kartenspiel von Wolfgang Kramer
- Hund, Kartenspiel
- Illuminati, Kartenspiel von Steve Jackson
- Jabberwocky, Kartenspiel
- Jambo, Kartenspiel
- Jungle Speed, Karten- und Reaktionsspiel
- Kaisern, Kartenspiel
- Kakerlakenpoker, Karten- und Bluffspiel
- Kakerlakensalat, Kartenspiel
- Karnöffel, historisches deutsches Kartenspiel
- Kartendomino, Kartenspiel siehe Fan Tan (Kartenspiel)
- Kartenhaus, Bauwerk aus Spielkarten
- Kaschlan, Kartenspiel ähnlich wie Durak
- Kuhhandel, Kartenspiel von Rüdiger Klotze
- Kuku, polnisches Kartenspiel
- Latinern, Kartenspiel
- L’Hombre, historisches Kartenspiel
- Ligretto, schnelles Kartenspiel
- Lindor, Kartenspiel, siehe Nain Jaune
- Lomber, Kartenspiel, siehe L’Hombre
- Manille, Kartenspiel
- Mariage, Kartenspiel siehe Sechsundsechzig
- Marjapussi, finnisches Kartenspiel
- Megatrumpf, Kartenspiel
- Memory, Gedächtniskartenspiel von William Hurter
- Meuterer, Kartenspiel von Marcel-André Casasola Merkle
- Metzger, Kartenspiel, siehe Schlafmütze
- Mischwald, strategischen Kartenspiel von Kosch
- Mü & mehr, Sammlung von Kartenspielen von Doris Matthäus und Frank Nestel
- Mulatschak, Kartenspiel
- Munchkin, Kartenspiel von Steve Jackson
- Mus, spanisches Kartenspiel
- My Ship Sails, Kartenspiel für Kinder
- Nain Jaune, Kartenspiel
- Nichts als Ärger, Kartenspielerweiterung zu Mensch ärgere Dich nicht von Frank Stark
- Nürnberger Dreck, Kartenspiel, Variante von 66
- Ochse, leg dich, Kartenspiel für Kinder
- Odins Raben, Kartenspiel von Thorsten Gimmler
- Ohne Furcht und Adel, Kartenspiel von Bruno Faidutti
- Paderbörnern, Kartenspiel siehe Sechsundsechzig
- Pandur, Kartenspiel
- Pairs, Gedächtniskartenspiel
- Phase 10, Kartenspiel von Kenneth Johnson
- Piquet, historisches Kartenspiel
- Pişti, türkisches Kartenspiel
- Poch, altes Kartenspiel
- Poque, Kartenspiel
- Préférence, Kartenspiel
- Quadrille, Kartenspiel
- Quartett, Kartenspiel
- Quodlibet, Kartenspiel
- Race for the Galaxy, Kartenspiel von Tom Lehmann
- Rage, Kartenspiel
- Saboteur, Kartenspiel von Frederic Moyersoen
- Samba-Canasta, Kartenspiel
- San Juan, Kartenspiel von Andreas Seyfarth
- Sankt Petersburg, Kartenspiel von Bernd Brunnhofer
- Scharwenzel, fehmarnsches Kartenspiel
- Schlafmütze, Kartenspiel für Kinder
- Schleichende Johanna, Kartenspiel, siehe Schwarze Katze
- Schnellen, Kartenstichspiel
- Schraumen oder Schraumeln, Kartenspiel
- Schummellieschen oder Schummeln, Kartenspiel
- Schwarze Katze, Kartenspiel
- Schwarzer Peter, altes Kartenspiel
- Schweinsgalopp, Kartenspiel von Heinz Meister
- Schwimmen, Kartenspiel
- Scopa, italienisches Kartenspiel
- Sechsundsechzig, Kartenspiel
- Seeräuber, Kartenspiel von Stefan Dorra
- Set, Kartenspiel von Marsha Falco
- Die Siedler von Catan – Das Kartenspiel, Kartenspiel von Klaus Teuber
- Sixte, Kartenspiel
- Sizette, Kartenspiel, Variante von Sixte
- Skip-Bo, Kartenspiel von Hazel Bowman
- Sollo, Stichspiel, siehe Deutsches Solo
- Spades, nordamerikanisches Kartenspiel
- Speed, Kartenspiel von Reinhard Staupe
- Speed Cards, Gedächtniskartenspiel
- Spoons, Kartenspiel für Kinder
- Stiche-Raten, Kartenspiel
- Sticheln, Kartenspiel von Klaus Palesch
- Stress, schnelles Zweipersonenkartenspiel
- Supertrumpf, Kartenspiel
- Tatteln, historisches Zweipersonenkartenspiel
- Tausendundeins, Kartenspiel
- Terteln, historisches Zweipersonenkartenspiel
- The King of Hearts Has Five Sons, Kartenspiel, möglicher Vorläufer von Cluedo
- Thunderstone, Fantasy-Kartenspiel für zwei oder mehr Spieler
- Tichu, ostasiatisches Kartenspiel von Urs Hostettler aufbereitet
- Törteln, historisches Zweipersonenkartenspiel
- Trappola, historisches Kartenspiel
- Uta-Garuta, japanisches Kartenspiel
- Verräter, Kartenspiel von Marcel-André Casasola Merkle
- Der wahre Walter, Kartenspiel
- War, ein Kinderkartenspiel siehe Bataille royale
- Watten, Kartenspiel
- Wie ich die Welt sehe, Kartenspiel
- Wings of War, strategisches Kartenspiel
- Wizard, Stich-Kartenspiel
- Zego, Kartenspiel aus Süddeutschland, siehe Cego
- Zwicken, Kartenspiel

## Kooperationsspiele
- Erdball (Spiel), Kooperatives Spiel
- Knopfspiele mit mehreren Knöpfen
- Raupe, akrobatisches Partnerspiel
- Rhönrad, akrobatisches Partnerspiel
- Römischer Streitwagen (Spiel), Kooperationsspiel & Bewegungsspiel

## Kriegsspiele
- Atomschach, Variante des Kriegsspiels Schach
- Conquest of the Empire, strategischer Machtkampf um die Herrschaft über das Imperium Romanum
- Der Kaiser schickt seine Soldaten aus, physisches Festungsspiel
- Deutschland erklärt den Krieg (Spiel), altes Kinderspiel
- Schiffe versenken, symbolisches Seegefecht

Nahezu alle Tabletop-Spiele, bis auf das Subgenre der Sport-Tabletop-Spiele, sind Kriegsspiele, aber in dieser Liste unter dem Thema Tabletop zu finden.

## Legespiele

### Domino-Varianten
Varianten des Spiels Domino:

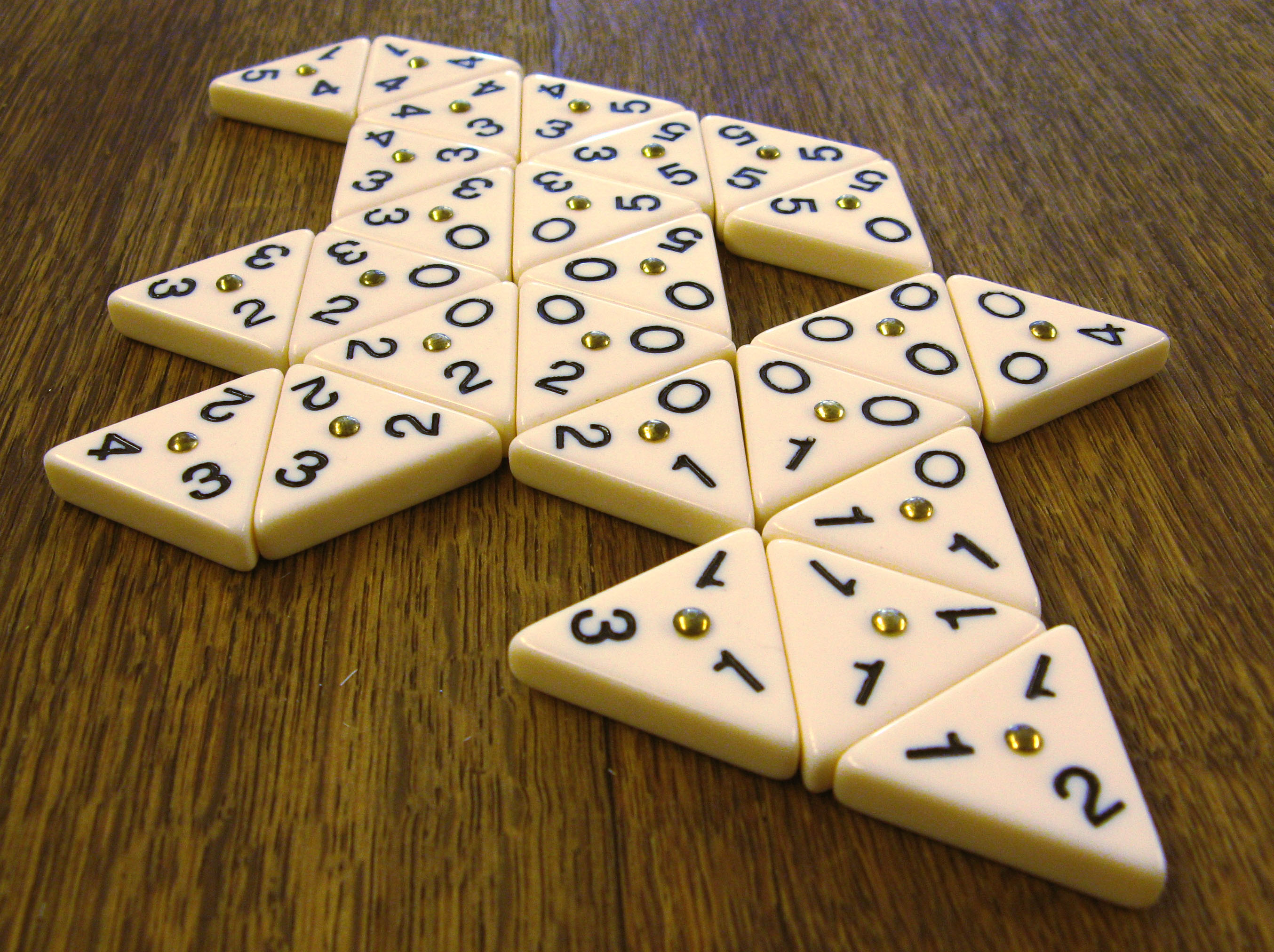
Triominis

- Bilderdomino, Dominovariante für Kinder
- Bukidomino, historisches Dominospiel, bei dem man auf den Sieger wetten kann
- Domino Whist, eine Variante des Dominospiels zu viert
- Fan Tan (Kartenspiel), Kartenspiel
- Pai Gow, chinesisches Spiel mit Dominosteinen
- Triominos, mit dreieckigen Steinen

### Sonstige Legespiele
- Alhambra, Legespiel von Dirk Henn
- Carcassonne, Legespiel von Klaus-Jürgen Wrede
- Contact, von Ken Garland
- Einfach Genial (Legespiel), von Reiner Knizia
- Hive von John Yianni
- Kontor, Karten-Legespiel
- Ogallala, Legespiel von Rudi Hoffmann

## Lernspiele
- Bankrutschen, Wissensspiel im Schulunterricht
- Schulwegspiel, Lernspiel zur Verkehrserziehung

## Planspiele
- Advanced Squad Leader, Konfliktsimulation von Don Greenwood
- Axis & Allies, Konfliktsimulation
- Börsenspiel, Börsensimulation
- Civilization (Brettspiel)
- Conquest of the Empire, Konfliktsimulation
- Cry Havoc, Konfliktsimulation
- Diplomacy, strategisches Brettspiel von Allan B. Calhamer
- Gamemaster Series, Reihe von Konfliktsimulationen
- NASA-Weltraumspiel, Plan- und Rollenspiel
- Ökolopoly, Planspiel von Frederic Vester
- POL&IS, Staatssimulationsspiel von Wolfgang Leidhold
- Schulwegspiel, Brettspiel zum Schulwegtraining

## Partyspiele
- Funkerspiel, kommunikatives Gesellschaftsspiel
- Kleiderkette, Partyspiel
- Mafia, Gesellschaftsspiel
- Namenraten, Gesellschaftsspiel
- Pfänderspiel, Gruppe von Spielen, bei denen ein Pfand abzugeben ist
- Rippeltippel, geselliges Trinkspiel
- Wahrheit oder Pflicht, Partyspiel
- Wattepusten, Gesellschaftsspiel

## Rätsel-/ Quizspiele

### Mechanische Geduld- und Denkspiele

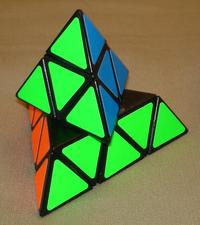
Pyraminx

- 15-Puzzle, Geduldspiel
- Alexander’s Star
- Back to Square One
- Megaminx
- Pocket Cube
- Professor’s Cube
- Pyraminx
- Pyramorphix
- Rubik’s Magic
- Rubik’s Rabbits
- Rubik’s Revenge
- Rubik’s Snake
- Rubiks Uhr
- Teufelstonne
- Zauberturm
- Zauberwürfel oder Rubik’s Cube

### Sonstige Rätsel
- 36 Cube
- Bimaru
- Damenproblem, Damen auf einem Schachbrett so anordnen, dass sie sich nicht gegenseitig behindern
- Happy Cube
- Kreuzworträtsel, Buchstabenrätsel
- Logogriph, Worträtsel
- Mah-Jongg (Solitär-Variante)
- Make 24, mathematisches Solitärspiel (Rechenrätsel)
- Pentomino, Geduldsspiel mit verschieden geformten Plättchen
- Puzzle, Geduldsspiel
- Rubik’s Tangle
- Solitär, altes Brettspiel für eine Person
- Somawürfel, mechanisches Geduldsspiel
- Springerproblem, Springer soll jedes Feld eines Schachbretts genau einmal besuchen
- Sudoku, Zahlen-Logikrätsel
- Tangram, altes chinesisches Legespiel
- Timesaver
- T-Puzzle
- Türme von Hanoi, Geduldsspiel
- Vexier

## Rollenspiele
- 7te See, Rollenspiel von John Wick, Jennifer Wick und Kevin Wilson
- Arcane Codex, Fantasyrollenspiel von Saskia Naescher und Alexander Junk
- Ars Magica, Fantasyrollenspiel von Jonathan Tweet, Mark Rein Hagen
- Big Eyes, Small Mouth, Rollenspielsystem
- Birthright, Rollenspielwelt von Dungeons & Dragons
- Bushido
- Call of Cthulhu, Horror-Rollenspiel
- Carrom, indisches Billard-ähnliches Spiel mit Scheiben auf einem Holzbrett
- Castle Falkenstein, Rollenspiel
- Chainmail
- Chill, Horrorrollenspiel
- Chivalry and Sorcery, Fantasyrollenspiel
- Cyberpunk 2020, Rollenspiel von Mike Pondsmith
- d20, Rollenspielsystem
- Dark Sun, Rollenspielwelt von Dungeons & Dragons
- Deadlands, Rollenspiel von Shane Lacy Hensley
- Degenesis
- Drachenlanze, Rollenspielwelt von Dungeons & Dragons
- Dragonlance, Rollenspielwelt von Dungeons & Dragons
- Dungeon Twister, strategisches Brettspiel von Christophe Boelinger
- Dungeons & Dragons, Fantasyrollenspiel
- Earthdawn
- Eberron, Rollenspielwelt von Dungeons & Dragons
- Engel, Rollenspiel von Oliver Graute, Oliver Hoffmann und Kai Meyer
- Everway, Rollenspiel von Jonathan Tweet
- Ex Machina, Rollenspiel von Baugh, Borgstrom, Gossett, Kayl und Lyons
- Exalted, Rollenspiel von Geoffrey C. Grabowski
- Forgotten Realms, Rollenspielwelt von Dungeons & Dragons
- FUDGE, Rollenspielsystem von Steffan O’Sullivan
- Gänsedieb, altes Reigen- und Rollenspiel der Kinder
- Greyhawk, Rollenspielwelt von Dungeons & Dragons
- GURPS, Rollenspielsystem
- Heavy Gear, Science-Fiction-Rollenspiel
- Hero System, Rollenspielsystem
- HeroQuest, Fantasy-Rollenspiel
- Die Hohen, Rollenspiel von Geoffrey C. Grabowski, siehe Exalted
- Hunter: The Reckoning
- Killer, Liverollenspiel
- Kult
- Legend of the Five Rings, Rollenspiel und Sammelkartenspiel
- LodlanD
- Macho Women With Guns, Rollenspiel von Greg Porter
- Mage: The Ascension
- Meister der Magie, Fantasyrollenspiel
- MERS oder MERP, Mittelerde-Rollenspiel
- Midgard, Fantasy-Rollenspiel
- Mondagor
- Mutants & Masterminds
- Over the Edge, Rollenspiel von Jonathan Tweet
- Paranoia, Rollenspiel
- Planescape, Rollenspielwelt von Dungeons & Dragons
- Plüsch, Power & Plunder
- Pokéthulhu
- Ravenloft, Rollenspielwelt von Dungeons & Dragons
- RiftRoamers
- Risus, Rollenspielsystem von S. John Ross
- Rolemaster, Rollenspielsystem
- Ruf des Warlock, Fantasyrollenspiel
- RuneQuest, Fantasy-Rollenspiel
- Savage Worlds, Rollenspielsystem von Shane Lacy Hensley
- Das Schwarze Auge, Fantasyrollenspiel von Ulrich Kiesow
- Shadowrun
- SLA Industries, Science-Fiction-Rollenspiel
- Sorcerer Fantasyrollenspiel von Ron Edwards
- Space Gothic, Science-Fiction-Rollenspiel
- Space: 1889, Rollenspiel von Frank Chadwick
- Space Master, Science-Fiction-Rollenspielsystem
- Star Wars, Rollenspiel von Greg Costikyan
- Sturmbringer, Fantasyrollenspiel von Ken St. Andre und Lynn Willis
- Tekumel, Rollenspielwelt
- The Pool, Rollenspiel von James V. West
- TORG, Genre-Crossover Rollenspiel von Greg Gorden und Bill Slavicsek
- Traveller
- Tribe 8
- Tri-Stat dX
- Tschapajew, Zweipersonen-Geschicklichkeitsspiel aus der ehem. Sowjetunion
- TWERPS, Rollenspielsystem von Jeff and Amanda Dee
- Unknown Armies, Rollenspielsystem von John Tynes und Greg Stolze
- Vampire, verschiedene Rollenspiele
  - Vampire aus der Alten Welt, Rollenspiel von Jennifer Hartshorn, Ethan Skemp, Mark Rein Hagen und Kevin Hassall
  - Vampire: Die Maskerade, Rollenspiel von Mark Rein Hagen
  - Vampire: Requiem, Rollenspiel von Mark Rein Hagen
- Warhammer-Fantasy-Rollenspiel, Fantasyrollenspiel
- Werewolf: The Apocalypse
- Werewolf: The Forsaken
- Wushu, Rollenspiel von Dan Bayn
- The Willow Game, hat Elemente vom Rollenspiel von Greg Costikyan

## Tabletop-Spiele
- Armageddon, Tabletop-Strategiespiel
- Battletech, Tabletop-Spiel im Sci-Fi-Genre
- Blood Bowl, Tabletop-Spiel im Genre Fantasy-Football
- Bolt Action, Tabletop-Spiel mit dem Hintergrund Zweiter Weltkrieg
- Chainmail, Erstes Tabletop-Spiel, entwickelt von Jeff Perren und Gary Gygax
- Confrontation, eingestelltes Tabletop-Spiel im Fantasy-Genre
- Chronopia, eingestelltes Tabletop-Spiel im Fantasy-Genre
- De Bellis Antiquitatis, Tabletop-Spiel mit historischen Hintergrund
- De Bellis Magistrorum Militum, Tabletop-Spiel mit historischen Hintergrund
- De Bellis Multitudinis, Tabletop-Spiel mit historischen Hintergrund
- Demonworld, eingestelltes Tabletop-Spiel im Fantasy-Genre
- Field of Glory, Tabletop-Spiel mit historischen Hintergrund
- Flames of War, Tabletop-Spiel von Phil Yates mit historischem Hintergrund
- Freebooter's Fate, Tabletop-Spiel im Fantasy-/Abenteuer-Genre von Werner Klocke
- Gorkamorka, eingestelltes Tabletop-Spiel im SciFi-Genre
- Infinity the Game, Tabletop-Spiel im SciFi-Genre
- Middle-Earth-Strategie-Spiel, Tabletop-Spiel im Fantasy-Genre
- Mortheim, eingestelltes Tabletop-Spiel im Fantasy-Genre
- Necromunda, Tabletop-Spiel im SciFi-Genre
- Pirates of the Spanish Main, eingestelltes Sammelkarten- und Tabletop-Spiel
- Raumflotte Gothic, Tabletop-Spiel im SciFi-Genre
- Star Wars: Armada, ein Flotten-Tabletop-Spiel im Star-Wars-Universum
- Star Wars: Shatterpoint, ein Skirmish-Tabletop-Spiel im Star-Wars-Universum
- Star Wars: X-Wing, ein Luftkampf-Tabletop-Spiel im Star-Wars-Universum
- Warhammer 40.000, Tabletop-Spiel im SciFi-Genre
- Warhammer Age of Sigmar, Tabletop-Spiel im Fantasy-Genre
- Warhammer Ancient Battles, Tabletop-Spiel mit historischem Hintergrund
- Warhammer Epic 40.000, Tabletop-Spiel im Fantasy-Genre
- Warhammer Fantasy, eingestelltes Tabletop-Spiel im Fantasy-Genre
- Warmachine/Hordes, Tabletop-Spiel(e) im Fantasy-Genre
- Warpath, Tabletop-Spiel im SciFi-Genre
- Warzone, Tabletop-Spiel im SciFi-Genre
- Wings of War, Tabletop-Spiel mit dem Thema Luftkämpfe im 1. und 2. Weltkrieg

## Wahrnehmungsspiele
- Kim-Spiel, Gedächtnis- und Sinnesorganenspiel

## Wettspiele
- Wattepusten, Kinderspiel

## Wort- und Buchstabenspiele
- Boggle, Buchstabenspiel
- Galgenmännchen, altes einfaches Buchstabenspiel
- Letra-Mix, Buchstabenspiel
- Scrabble, Buchstabenbrettspiel von Alfred Butts
- Stadt, Land, Fluss, Schreib- und Wissensspiel
- Zakhia, Buchstabenspiel von Frédéric Zakhia
- Wau Wau

## Würfelspiele

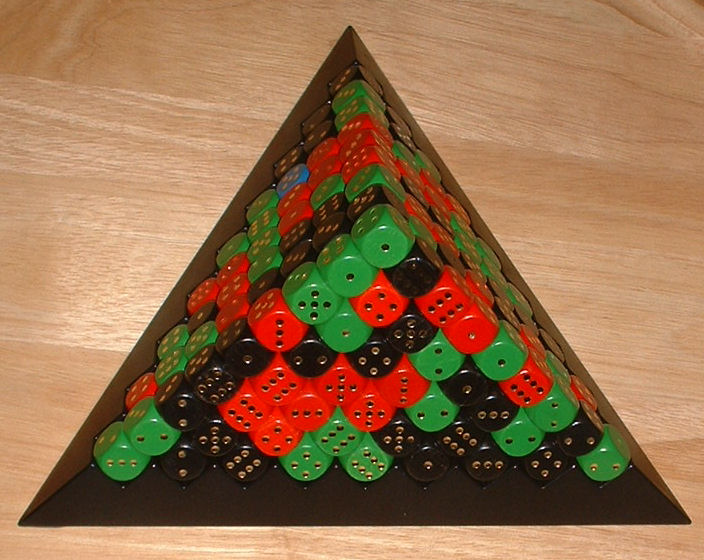
Das Spiel.

- Astragaloi, altes römisches Würfelspiel
- Banca francesa, Würfelglücksspiel
- Barbudi, Würfelspiel, auch Barbooth oder Barbotte
- Big and Small, Würfelspiel, siehe Sic Bo
- Bluff, Würfelspiel von Richard Borg
- Chikago
- Chuck a Luck
- Craps, amerikanisches Würfelspiel
- Dai Siu, Würfelspiel, siehe Sic Bo
- Die Siedler von Catan – Das Würfelspiel, Spiel von Klaus Teuber
- Dragon Dice, Sammelwürfelspiel
- Elf hoch
- Espérance
- European Seven Eleven, amerikanisches Würfelspiel, siehe Craps
- Fisch, Garnele, Krebs, Würfelspiel, siehe Chuck a Luck
- Französische Bank, Würfelspiel, siehe Banca francesa
- Glückshaus, mittelalterliches Würfelspiel
- Grand Hazard, Würfelspiel, siehe Chuck a Luck
- Hausnummer, einfaches Würfelspiel
- Hazard, altes englisches Würfelspiel
- Klappbrett, Würfelspiel, siehe Shut the Box
- Kniffel
- Knobeln, Würfelspiel siehe Paschen
- Knöcheln, Würfelspiel siehe Paschen
- Knockeln, Würfelspiel siehe Paschen
- Krone und Anker, Würfelspiel, siehe Chuck a Luck
- Lügenmax, Würfeltrinkspiel, siehe Mäxchen
- Lustige Sieben
- Mäxchen, Würfeltrinkspiel
- Meiern, Würfelspiel, siehe Mäxchen
- Mini Dice
- Passe-dix, Würfelspiel siehe Paschen
- Paschen
- Quadräteln, Art Würfelspiel bei Buchdruckern
- Quinquenove
- Sachsenkniffel
- Schimmel, Würfelspiel, siehe Glocke und Hammer
- Schocken, Würfeltrinkspiel
- Schummelmax, Würfeltrinkspiel, siehe Mäxchen
- Schweinerei Würfelspiel mit Schweinen
- Seven Eleven, Würfelspiel, siehe Craps
- Sic Bo, Würfel-Glücksspiel
- Shut the Box
- Das Spiel
- Würfelpoker
- Yahtzee
- Zehntausend

## Sonstige oder uneingeordnete Spiele
- 20Q, computerbasiertes Spiel das 20 Fragen stellt
- Bachet’sches Spiel oder „Ziel 100“, ein alter Spezialfall der Nim-Spiele
- Barbarossa und die Rätselmeister, Deduktionsspiel mit Knetgummi von Klaus Teuber
- Bierstaat, altes Trinkspiel
- Black Box, Logikspiel von Eric W. Solomon
- Chomp, Papier-und-Bleistift-Strategiespiel für 2 Personen
- Deutschlandreise, Erkundungsspiel
- Dreidel, traditionelles Kinderspiel
- Eressea, Fantasy-Postspiel
- Galaxy Trucker, Science-Fiction-Gesellschaftsspiel
- Die Gärten der Alhambra, Legespiel von Dirk Henn
- Gimelblättchen, Betrugsspiel, siehe Kümmelblättchen
- Glocke und Hammer, historisches Spiel
- Häschen in der Grube, Kinderspiel mit Gesang
- Hau den Lukas, Jahrmarktspiel
- HeroClix, Sammelminiaturenspiel
- Hütchenspiel, Betrugsspiel
- Kaleidos, Spiel von Spartaco Albertarelli
- Käsekästchen, Papier- und Bleistiftspiel
- Kastenlauf, Trinkspiel
- Kommando Pimperle, Kinderspiel
- Kottabos, altes Trinkspiel
- Kümmelblättchen, Betrugsspiel
- Lexikonspiel, Quiz
- Logo, Logikspiel von Eric W. Solomon
- Looping Louie, Kinderspiel von Carol Wiseley u. a.
- Lotto (Gesellschaftsspiel)
- Mah-Jongg, altes chinesisches Spiel (auch als Patience-Variante für einen Spieler)
- Marienbad, Streichholzspiel, Variante des Nim-Spiels
- Mastermind, Logikspiel von Marco Meirovitz
- Moksha Patamu, Indischer Vorläufer zum Leiterspiel
- Mord im Dunkeln, Kinderspiel
- Nim-Spiel, Streichholzspiel
- Nussschalenspiel, Betrugsspiel, siehe Hütchenspiel
- Ordo, Logikspiel von Eric W. Solomon
- Quinto, Knobelspiel
- Quiz, Fragespiel
- Shogun, Konfliktsimulation
- Schlag den Raab, Kombination verschiedener Spielegenres, basierend auf der gleichnamigen Fernsehshow
- Slotter, Spiel von MB
- Sprouts, Papier- und Bleistiftspiel
- Statuenspiel, Partyspiel
- Stoppessen, Kinderspiel
- Streichhölzer wegnehmen, mehrere Strategiespiele
- Tabu, Kommunikations-Gesellschaftsspiel von Brian Hersch
- Taler, Taler, du musst wandern, Kinderspiel mit Gesang
- Teekesselchen, Erraten eines Wortes mit mehreren Bedeutungen
- Trans Europa, Variante von Trans America
- Das verrückte Labyrinth, Denk-Legespiel von Max Kobbert
- Wer bin ich?, Ratespiel mit Papier und Bleistift